# ديفيد كامبوس
ديفيد كامبوس (بالإنجليزية: David Campos)‏ (ولد في 28 سبتمبر 1970)، محامٍ وعضو سابق في مجلس المشرفين في سان فرانسيسكو، مثّل المنطقة 9 في سان فرانسيسكو (مرتفعات برنال، وبورتولا، ومقاطعة ميشن) من عام 2008 إلى عام 2016 عندما عُيّن. أدت إعادة انتخابه في عام 2012 إلى جعله واحدًا من اثنين فقط من مشرفي مجتمع الميم في سان فرانسيسكو. ترشح كامبوس في عام 2014 لمقعد جمعية ولاية كاليفورنيا في المنطقة 17 (النصف الشرقي من سان فرانسيسكو)، لكنه خسر أمام ديفيد تشيو. عُيّن كامبوس في 13 مارس 2017 نائبًا تنفيذيًا لمقاطعة سانتا كلارا.

## النشأة والحياة المهنية
ولد ديفيد كامبوس في بويرتو باريوس في غواتيمالا. كان والده عالم أرصاد جوية. حاولت عائلته عبور الحدود عندما كان ديفيد في الحادية عشر من عمره، ولكن قُبض عليهم ورُحّلوا. نجح والده في عبور الحدود وذهب إلى لوس أنجلوس، حيث أصبح نجارًا حوالي عام 1983. هرب مع والدته وشقيقتيه من غواتيمالا في عام 1985 عندما كان في سن الرابعة عشر، وهاجر بشكل غير قانوني إلى الولايات المتحدة. تخرج كامبوس الأول في صفه في مدرسة جيفرسون الثانوية في جنوب وسط لوس أنجلوس. حصل على منح دراسية وقبول في جامعة ستانفورد، وتخرج منها عام 1993 بدرجة علمية في العلوم السياسية.
أصبح كامبوس مقيمًا دائمًا في الولايات المتحدة أثناء دراسته في كلية الحقوق بجامعة هارفارد من عام 1993 إلى عام 1996، والتقى بشريكه فيل هوانغ، وتزوجا في عام 2014.
أصبح كامبوس بعد ثلاث سنوات من عمله القانوني الخاص، نائب المدعي العام للمدينة ومقاطعة سان فرانسيسكو في عام 1999. كان خلال فترة منصبه، المحامي العام في منطقة مدرسة سان فرانسيسكو الموحدة، وأشرف على برنامج إلغاء الفصل العنصري في المدرسة. عُين كامبوس أيضًا كمفوض شرطة سان فرانسيسكو من عام 2005 وحتى عام 2008.

## مجلس المشرفين في سان فرانسيسكو
انتُخب ديفيد كامبوس في عام 2008 في مجلس المشرفين في سان فرانسيسكو، ممثلًا للمنطقة 9 (مرتفعات برنال، وبورتولا، ومقاطعة ميشن)، خلفًا لعضو الجمعية المنتخب حديثًا توم أميانو.
عيّن العمدة غافن نيوسوم كامبوس في المقعد الإشرافي الشاغر في 4 ديسمبر 2008، قبل شهر واحد من انتخاب المشرفين الجدد في نوفمبر 2008. كان سلفه، أميانو، قد استقال من مجلس المشرفين في سان فرانسيسكو في أوائل ديسمبر للشروع في منصبه في جمعية ولاية كاليفورنيا.